# اقتصاد مصر
كان الاقتصاد المصري اقتصادًا شديد المركزية، يركز على استبدال الواردات في عهد الرئيس جمال عبد الناصر (1954-1970). في عهد الرئيس عبد الفتاح السيسي (2014 إلى الوقت الحاضر)، يتبع الاقتصاد رؤية مصر 2030. وتهدف هذه السياسة إلى تنويع الاقتصاد المصري. اقتصاد البلاد هو ثاني أكبر اقتصاد في أفريقيا من حيث الناتج المحلي الإجمالي الاسمي، والمرتبة 42 في التصنيف العالمي اعتبارًا من عام 2023.
منذ العقد الأول من القرن الحادي والعشرين، ساعدت وتيرة الإصلاحات الهيكلية (بما في ذلك السياسات المالية والنقدية والضرائب والخصخصة وتشريعات الأعمال الجديدة) مصر على التحرك نحو اقتصاد أكثر توجهاً نحو السوق وحفزت على زيادة الاستثمار الأجنبي. وقد عززت الإصلاحات والسياسات نتائج النمو السنوي للاقتصاد الكلي. ومع تعافي الاقتصاد المصري، بدأت قضايا بارزة أخرى مثل البطالة والفقر في الانخفاض بشكل ملحوظ. تستفيد البلاد من الاستقرار السياسي. قربها من أوروبا وزيادة الصادرات. ومن وجهة نظر المستثمرين، فإن مصر تتمتع بالاستقرار وتحظى بدعم جيد من أصحاب المصلحة الخارجيين.

## نظرة عامة
لدي مصر اقتصاد مستقر يتمتع بدرجه من النمو المستمر، في المتوسط من 4% - 5% خلال ربع القرن الماضي. مر الاقتصاد بمراحل مختلفة من التنمية والإصلاحات، التي لعب فيها القطاعين العام والخاص أدواراً متفاوته من حيث الأهمية النسبية على النحو التالي:
- الجمهورية الأولى: 1952-2012
  - الاستعاضة عن الواردات والتأميم فيما بين عامي 1952 و1960، شرع جمال عبد الناصر في إتباع السياسات الاقتصادية التي أستهدفت إعادة توزيع الموارد، من خلال تدخل الدولة في النشاط الاقتصادي والسيطرة على مصادر الإنتاج ووسائله، وكانت أبرز هذه السياسات قانون الإصلاح الزراعي، والإتجاه إلى التصنيع لاستيعاب مزيد من العمالة، وتأميم البنوك الخاصة والأجنبية العاملة والشركات والمصانع الكبرى. وبدأ بالاستثمار الحكومي المباشر بإنشاء شركة الحديد والصلب المصرية عام 1954، ثم تأميم قناة السويس في 1956.
  - الإتجاة نحو الفكر الاشتراكي فتم العمل بأول خطة خمسيه، ودعم السياسات الاقتصادية بالقوانين الاشتراكية، والتدخل في تحديد الأسعار، وقد تحقق معدل نمو سنوي متوسط بلغ 3.8% خلال سنوات الخطة، وانطلقت عدة مشاريع القومية أبرزها بناء السد العالي.
  - ما بين حربي 1967–1973 تم فرض ضرائب جديدة وزيادة معدلات الضرائب القائمة لزيادة الإيرادات العامة الضرورية لمواجهة التزايد السريع في الإنفاق العام اللازم إبان فترة الصراع العربي الإسرائيلي.وقد زادت هذه السياسات النقدية المتمثلة في التمويل بالعجز من معدلات التضخم، ومن ثم قامت الدولة بإتباع سياسة التسعير الجبري للسلع الأساسية للحد من الأضرار، كما زاد الاعتماد علي التمويل الخارجي من خلال القروض والمنح التي كانت تتلقاها مصر من الدول الداعمة.[8]
  - الانفتاح الاقتصادي(1974-1981) تم تطبيق برامج سنوية في شكل خطط متحركة، والاستعانة برؤس الأموال العربية والأجنبية في التنمية، مما رفع معدل النمو السنوي حتي وصل إلى 9.8 % ولكنه أرتبط بالنمو في القطاعات الخدمية دون الإنتاجية.
  - الفترة من (1982- 1990) تم مواصلة السير في سياسة الانفتاح الاقتصادي وتشجيع الاستثمار، والتحول نحو اقتصاد السوق، والتي شملت تقليص دور القطاع العام تدريجياً، والتحول إلى القطاع الخاص مع الإبقاء على دور الدولة في إدارة الاقتصاد الكلى.
  - الفترة (1991-2002) أدت الأحدات الإرهابية إلى إحداث خلخلة في الاقتصاد المصري، ولكن كان هناك الاستقرار النسبي للاقتصاد، وتحقيق معدلات نمو متوازنة، وارتفاع في قيمة الاحتياطي النقدي الأجنبي، واستقرار سعر صرف الجنيه أمام العملات الأجنبية، بالإضافة إلى مشاريع تنموية كبري وإنشاء المدن الجديدة.

## عصر الإصلاح
وفي إطار الإصلاحات الاقتصادية الشاملة التي بدأت في عام 1991، خففت مصر العديد من الضوابط على الأسعار، وخفضت الدعم، وخفضت التضخم، وخفضت الضرائب، وحررت التجارة والاستثمار جزئيًا. وأصبح التصنيع أقل هيمنة من قبل القطاع العام، وخاصة في الصناعات الثقيلة. وقد بدأت عملية إصلاح القطاع العام والخصخصة لتعزيز الفرص المتاحة للقطاع الخاص.
وقد تم تحرير الزراعة، التي يسيطر عليها القطاع الخاص بشكل رئيسي، إلى حد كبير، باستثناء إنتاج القطن والسكر. تعتبر قطاعات البناء والخدمات غير المالية وتجارة الجملة والتجزئة المحلية من القطاع الخاص إلى حد كبير. وقد شجع هذا على زيادة مطردة في الناتج المحلي الإجمالي ومعدل النمو السنوي. وقامت الحكومة المصرية بترويض التضخم مما أدى إلى انخفاضه من رقم مزدوج إلى رقم واحد. في الوقت الحالي، يرتفع الناتج المحلي الإجمالي بذكاء بنسبة 7٪ سنويًا بسبب التنويع الناجح.
ارتفع نصيب الفرد من الناتج المحلي الإجمالي على أساس تعادل القوة الشرائية أربعة أضعاف بين عامي 1981 و2006، من 1355 دولارًا أمريكيًا في عام 1981، إلى 2525 دولارًا أمريكيًا في عام 1991، وإلى 3686 دولارًا أمريكيًا في عام 2001 وإلى ما يقدر بـ 4535 دولارًا أمريكيًا في عام 2006.. استنادًا إلى العملة الوطنية، ارتفع نصيب الفرد من الناتج المحلي الإجمالي بالأسعار الثابتة لعام 1999 من E£411 في عام 1981، إلى E£2,098 في عام 1991، وإلى E£5,493 في عام 2001، وإلى E£8,708 في عام 2006. 
واستنادًا إلى الأسعار الحالية للدولار الأمريكي، ارتفع نصيب الفرد من الناتج المحلي الإجمالي من 587 دولارًا أمريكيًا في عام 1981، إلى 869 دولارًا أمريكيًا في عام 1991، وإلى 1461 دولارًا أمريكيًا في عام 2001، وإلى ما يقدر بـ 1518 دولارًا أمريكيًا (وهو ما يعني أقل من 130 دولارًا أمريكيًا شهريًا) في عام 2006. وفقًا لتصنيف البنك الدولي للدول، تم ترقية مصر من فئة الدخل المنخفض إلى فئة الدخل المتوسط الأدنى. اعتبارًا من عام 2013، وصل متوسط الرواتب الأسبوعية في مصر إلى E£641 (حوالي 92 دولارًا أمريكيًا)، وهو ما زاد بنسبة 20% عن العام السابق. 
| المؤشر                                                                    | 1980     | 1990      | 2000      | 2005      | 2010      |
| نصيب الفرد من الناتج المحلي الإجمالي بالأسعار الثابتة ( E£ )              | 9,548.57 | 12,507.81 | 15,437.06 | 16,680.25 | 20,226.91 |
| نصيب الفرد من الناتج المحلي الإجمالي بالأسعار الجارية ( E£ )              | 406.03   | 1,967.41  | 5,607.67  | 8,003.33  | 16,115.11 |
| نصيب الفرد من الناتج المحلي الإجمالي بالأسعار الجارية (بالدولار الأمريكي) | 580.04   | 1,870.85  | 1,642.63  | 1,330.46  | 2,921.76  |
| الناتج المحلي الإجمالي (تعادل القوة الشرائية) للفرد (بالدولار الأمريكي)   | 2,252.47 | 4,444.05  | 6,725.83  | 8,137.14  | 10,848.16 |

إن برنامج الإصلاح هو عمل مستمر. جدير بالذكر أن سجل الإصلاحات تحسن بشكل كبير منذ وصول حكومة نظيف إلى السلطة. حققت مصر تقدمًا كبيرًا في تطوير بنيتها التحتية القانونية والضريبية والاستثمارية.  وبالفعل، خلال السنوات الخمس الماضية، أقرت مصر وعدلت ووافقت على أكثر من 15 نصًا تشريعيًا. ومن المتوقع أن ينمو الاقتصاد بنحو 4% إلى 6% في الفترة 2009-2010.
وأدت الضغوط التضخمية المحلية المتزايدة الناجمة عن النمو الاقتصادي وارتفاع أسعار المواد الغذائية العالمية إلى قيام البنك المركزي المصري بزيادة أسعار الفائدة على الإقراض والودائع لليلة واحدة في تحركات متتالية منذ فبراير 2008. وبلغت المعدلات 11.5% و13.5% على التوالي منذ 18 سبتمبر 2008.
أدى ظهور الأزمة المالية العالمية إلى اتخاذ مجموعة من إجراءات السياسة المالية والنقدية لمواجهة تداعياتها على الاقتصاد الوطني، بما في ذلك خفض أسعار الفائدة على الإقراض والودائع لليلة واحدة بنسبة 1% في 12 فبراير 2009. وتبلغ المعدلات حاليا 10.5% و12.5% على التوالي. 
إصلاح دعم الطاقة والغذاء، وخصخصة بنك القاهرة المملوك للدولة، واستهداف التضخم ربما تكون القضايا الاقتصادية الأكثر إثارة للجدل في الفترة 2007-2008 و2008-2009.

### التجارة الخارجية والتحويلات المالية

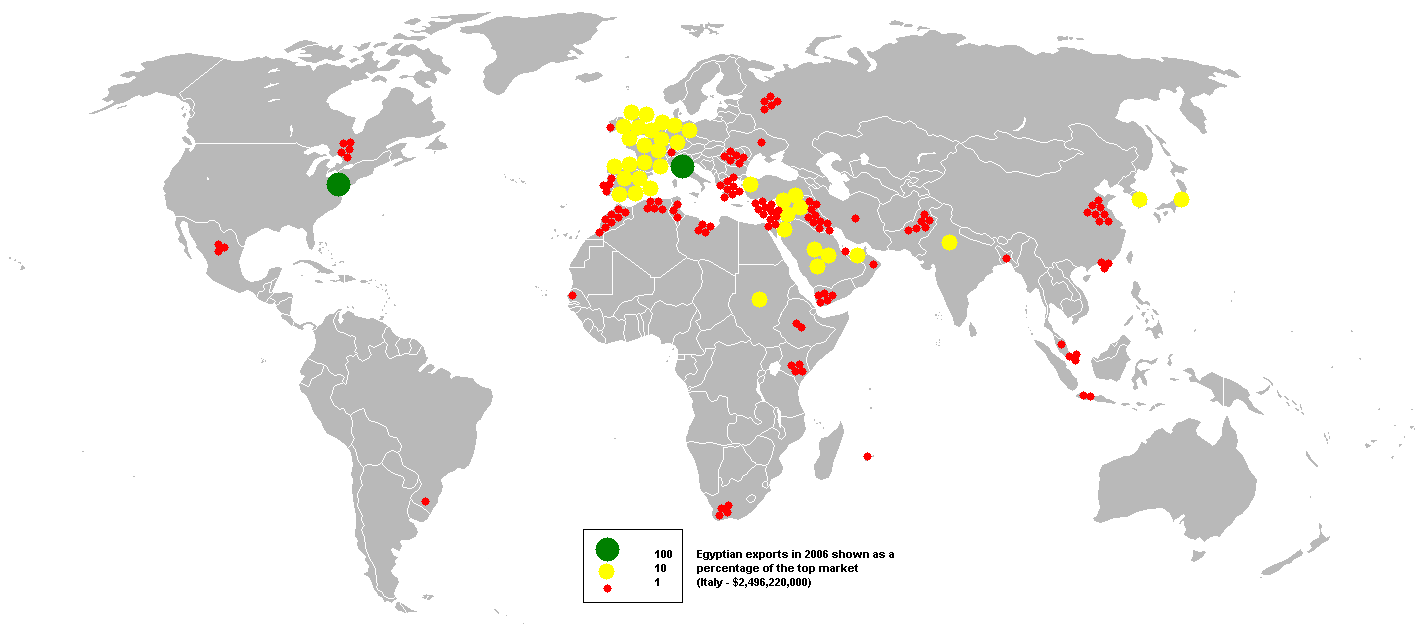
وجهات التصدير المصرية عام 2006

انضمت مصر إلى منظمة التجارة العالمية والسوق المشتركة لدول شرق وجنوب أفريقيا (الكوميسا)، وأبرمت اتفاقيات الشراكة مع الاتحاد الأوروبي ودول حوض البحر المتوسط، كما سعت نحو إحياء اتفاقية السوق العربية المشتركة، وتفعيل إقامة منظمة التجارة الحرة العربية، وتنشيط دور مجموعة الدول النامية الخمس عشرة ومجموعة دول الثماني الإسلامية، بالإضافة إلى عقد اتفاقية شراكة مع الولايات المتحدة الأمريكية، واتفاقيات للتعاون مع بعض الدول الآسيوية مثل الصين واليابان وكوريا الجنوبية.
تساهم التحويلات المالية للمصرين العاملين بالخارج كمصدر هام للعملات الأجنبية، حيث تساهم في الاقتصاد بما يفوق قطاعات أخرى كقناة السويس والبترول والسياحة. تأثر هذا القطاع كثيراً في الأونة الأخيرة بعد ثورات الربيع العربي وعودة معظم العاملين المصرين من ليبيا. وتفيد المنظمة الدولية للهجرة أن عدد المهاجرين المصرين يصل عددهم إلى ما يقرب من 2.7 70% منهم في الدول العربية و30% في الدول الأوربية ودول أمريكا الشمالية.

### الموازنة العامة

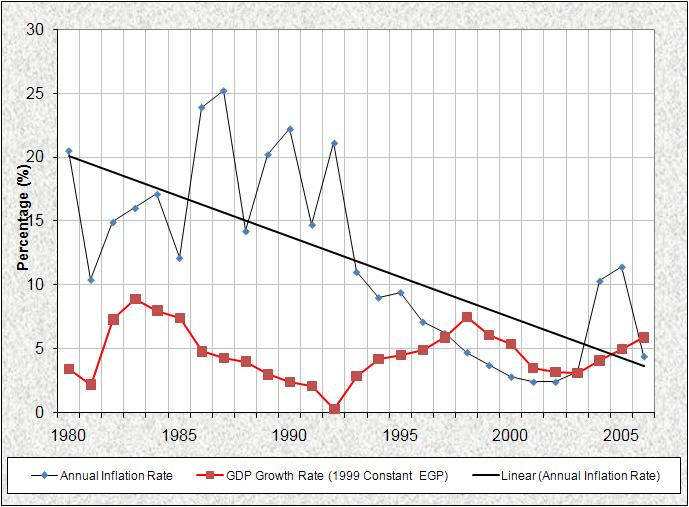
التضخم السنوي (أسود) والنمو الاقتصادي (أحمر) في مصر

#### طريقة الاعداد
موازنة مصر يتم اعدادها على الطريقة التقليدية منذ عام 1981 وهي موازنة البنود ويتم التركيز فيها على الاعتماد المدرج بها حيث يتم التأكد من أن الصرف يتم في حدود الاعتمادات والأغراض المخصصة لها وأن يتم ذلك في ضوء اللوائح والقوانين المعمول بها

#### التطور التاريخي للموازنة العامة في مصر
بدءا من العام المالي 1968/1969كانت الموازنة العامة للدولة تتكون من:-
- موازنة الجهاز الإداري للدولة.
- موازنة المؤسسات العامة وهي وحدات لها استقلال مالى وتتبعها شركات.
- موازنة صناديق تمويل خاصة / موازنة صندوق طوارئ / موازنة صندوق استثمار.

وبدءًا من عام 1976 أصبحت الموازنات كالاتى:-
- موازنة الخدمات وتشمل موازنة الحكومة / موازنة الحكم المحلى / الهيئات الخدمية.
- موازنة الأعمال: تشمل موازنة الهيئات الاقتصادية.
- موازنة صندوق استثمار الودائع والتأمينات.
- موازنة صندوق الطوارئ.
- موازنة الخزانة العامة.

واعتبارًا من عام 1980 وحتى تاريخة اشتملت الموازنة على ما يلى: -
- الوزارات والمصالح الحكومية (الجهاز الإداري للدولة)
- المحافظات ومجالس المدن والقرى (موازنة المحليات)
- الهيئات العامة الخدمية وهي الهيئات العامة التي تؤدى خدمات عامة دون ان تهدف تحقيق الربح
- أما الهيئات العامة الاقتصادية ووحدات (القطاع العام والاعمال) فقد أخرجت من الموازنة العامة للدولة بهدف منحها مزيدا من المرونة في تحقيق أهدافها ومن ثم تقتصر علاقتها بالموازنة العامة على بيان الفائض أو العجز الذي تحققة كل منها.

كما تقرر عدم إفراد موازنة مستقلة للطوارى، وتم نقل الاعتمادات الخاصة بها إلى الوزارات المختصة.
وتتلخص إجراءات إعداد الموازنة العامة للدولة في الاتى: -
1. تصدر وزارة المالية منشورا سنويا يتضمن القواعد التي تتبعها الجهات عند اعداد مشروع موازنتها وذلك على ضوء الاهداف المخططة المطلوب تحقيقها وفقا للسياسة العامة للدولة (مادة 13)، مرفقا به نماذج اعداد الموازنة
2. تشكل في كل جهه لجنة تختص بأعداد مشروعات الموازنات ويتضمن تشكيلها ممثلى كل من وزارة التخطيط والجهاز المركزى للتنظيم والإدارة وبنك الاستثمار القومى (بالنسبة لمشروعات قطاع الأعمال العام فقط)
3. يتولى كل جهاز من أجهزة الدولة إعداد مشروع موازنته ويقدم إلى وزارة المالية (قطاع الموازنة المختص) في موعد غايته أول يناير
4. تتولى وزارة المالية إعداد مشروع الموازنة العامة للدولة بعد دراسة مشروعات الموازنات المقدمة من الجهات المختلفة، وعلى أن يعرض وزير المالية مشروع الموازنة على مجلس الوزراء تمهيدا لعرضه على السلطة التشريعية قبل شهرين على الأقل من بدء السنة المالية.
ومن المقدر ان تبلغ قيمة الإيرادات العامة للعام المالي 2014/2013 حوالي 497.1 مليار جنيه مصري، اما المصروفات العامة فمن المتوقع أن تبلغ المصروفات العامة 692.4 مليار جنيه مصري، مما يجعل العجز النقدي للموازنة 195.3

### القطاع المالي

#### السياسات النقدية

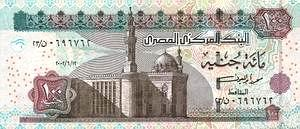
وجه العملة 100 جنية مصري

حتى عام 2007، كانت هناك العديد من الظروف المواتية التي سمحت للبنك المركزي المصري بتجميع صافي الاحتياطيات الدولية، والتي زادت من 20 دولارًا أمريكيًا. مليار دولار في السنة المالية 2005، إلى 23 دولاراً أمريكياً مليار دولار في السنة المالية 2006، وإلى 30 دولارًا أمريكيًا مليار دولار في السنة المالية 2007 ساهمت في النمو في كل من النقود الاحتياطية والنقد الواسع (M2). وانخفض هذا إلى 16.4 دولارًا أمريكيًا مليار دولار في أكتوبر 2015، بحسب البنك المركزي المصري.
وانخفض الائتمان الممنوح للقطاع الخاص في مصر بشكل ملحوظ ليصل إلى حوالي E£5 مليار دولار في العام المالي 2005. ترجع أزمة الائتمان هذه إلى القروض المتعثرة التي قدمتها البنوك إلى كبار رجال الأعمال وكبار المسؤولين الحكوميين.
تم تشديد معايير الإقراض بعد صدور قانون غسيل الأموال رقم 80 في عام 2002 وقانون البنوك رقم 88 في عام 2003. ولم تعد أسعار الفائدة هي العامل المهيمن في قرارات الإقراض التي تتخذها البنوك. وفي الواقع، فإن عدم كفاءة وغياب دور البنك المركزي المصري في الرقابة النوعية والكمية وكذلك تنفيذ الإجراءات والمعايير المصرفية كان مسؤولاً بالكامل تقريباً عن أزمة القروض المتعثرة. وخفضت البنوك الائتمان بشكل مطرد من ذروته البالغة حوالي E£30 مليار دولار في السنة المالية 1999 واستثمرت بدلاً من ذلك في أوراق مالية أكثر سيولة خالية من المخاطر مثل أذون الخزانة والسندات الحكومية. وسيعتمد تحسين وصول القطاع الخاص إلى الائتمان بشكل حاسم على حل مشكلة القروض المتعثرة مع الشركات وكبار المسؤولين الحكوميين.
وربما بدأ عصر استهداف التضخم – أي الحفاظ على التضخم ضمن نطاق محدد – في مصر في الآونة الأخيرة. وتظهر التجارب القطرية أن استهداف التضخم هو استراتيجية أفضل الممارسات للسياسة النقدية. وبينما تبدو السياسة النقدية أكثر استجابة للضغوط التضخمية في مصر مؤخرًا، فقد لوحظ أنه لا يوجد مقياس للتضخم الأساسي ويتخذ البنك المركزي المصري قرارات استهدافية بناءً على معدل التضخم الصادر عن مؤشر أسعار المستهلك الصادر عن الجهاز المركزي للتعبئة العامة والإحصاء.
أدت الضغوط التضخمية المحلية المتزايدة الناجمة عن النمو الاقتصادي وارتفاع أسعار المواد الغذائية العالمية إلى قيام البنك المركزي المصري بزيادة أسعار الفائدة على الإقراض والودائع لليلة واحدة في تحركات متتالية منذ عام 2008: حيث تم رفعها بنسبة 0.25% في 10 فبراير 2008، بنسبة 0.5%. في 25 مارس 2008، بنسبة 0.5% في 8 مايو 2008، بنسبة 0.5% في 26 يونيو 2008، بنسبة 0.5% في 7 أغسطس 2008، وآخرها في 18 سبتمبر 2008 للمرة السادسة خلال عام بنسبة 0.5% عندما بلغت 11.5%. % و 13.5% على التوالي.
أدى ظهور الأزمة المالية العالمية إلى اتخاذ مجموعة من إجراءات السياسة المالية والنقدية لمواجهة تداعياتها على الاقتصاد الوطني، بما في ذلك خفض أسعار الفائدة على الإقراض والودائع لليلة واحدة بنسبة 1% في 12 فبراير 2009. وتبلغ المعدلات حاليا 10.5% و12.5% على التوالي. ومن المتوقع أن يقوم البنك المركزي المصري بمزيد من التخفيض على أسعار الفائدة خلال عام 2009، مع عدم وجود خوف على ما يبدو من انخفاض قيمة الجنيه المصري نتيجة لانخفاض أسعار الفائدة.

#### سياسة سعر الصرف

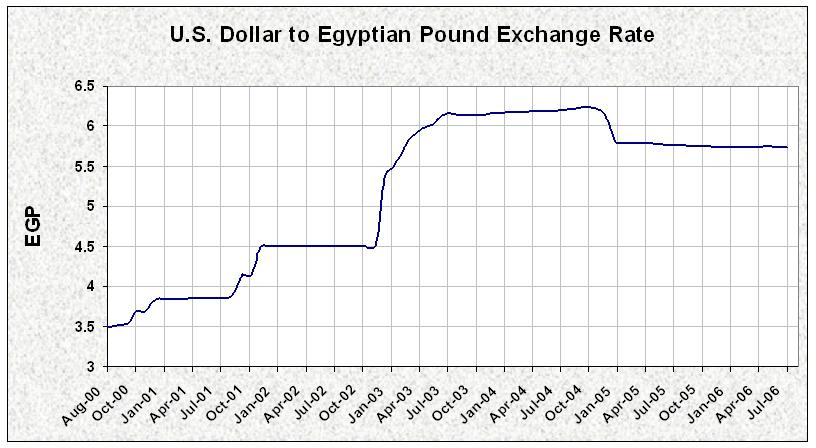
سعر صرف الدولار الأمريكي مقابل الجنيه المصري.

وقد تم ربط سعر الصرف بالدولار الأمريكي منذ الخمسينيات. تم اعتماد العديد من الأنظمة، بما في ذلك الربط التقليدي في الستينيات، والربط الزاحف المنتظم في السبعينيات والثمانينيات، ونطاقات الزحف في التسعينيات. خلال تلك الفترة الزمنية، كان هناك العديد من أسواق سعر الصرف بما في ذلك السوق السوداء والسوق الموازية والسوق الرسمية. ومع مطلع الألفية الجديدة، طبقت مصر نظام التعويم المُدار ونجحت في توحيد سعر صرف الجنيه مقابل العملات الأجنبية.
تم الانتهاء من التحول إلى نظام سعر الصرف الموحد في ديسمبر 2004. وبعد فترة وجيزة، أخطرت مصر صندوق النقد الدولي بقبولها الالتزامات المنصوص عليها في المادة الثامنة، الأقسام 2 و3 و4 من اتفاقية صندوق النقد الدولي، اعتبارًا من 2 يناير 2005. يتعهد أعضاء صندوق النقد الدولي، الذين يقبلون التزامات المادة الثامنة، بالامتناع عن فرض قيود على إجراء المدفوعات والتحويلات للمعاملات الدولية الحالية، أو عن الانخراط في ترتيبات عملة تمييزية أو ممارسات متعددة العملات، إلا بموافقة صندوق النقد الدولي.
ومن خلال قبول الالتزامات المنصوص عليها في المادة الثامنة، تؤكد مصر للمجتمع الدولي أنها ستتبع سياسات اقتصادية لن تفرض قيودًا على جعل المدفوعات والتحويلات للمعاملات الدولية الحالية غير ضرورية، وستساهم في نظام مدفوعات متعدد الأطراف خالٍ من القيود.
وفي السنة المالية 2004 وخلال معظم السنة المالية 2005، انخفضت قيمة الجنيه مقابل الدولار الأمريكي. ومنذ النصف الثاني من العام المالي 2006 وحتى نهاية العام المالي 2007، ارتفع الجنيه تدريجياً إلى E£5.69 لكل دولار أمريكي. وبينما كان من المرجح أن يستمر الدولار في الارتفاع على المدى القصير، في ظل الارتفاع الكبير في أسعار النفط وضعف الاقتصاد الأمريكي، فإن ظهور الأزمة الاقتصادية العالمية عام 2008، وما نتج عنها من سلوك المستثمرين الأجانب الذين خرجوا من سوق الأوراق المالية في مصر، أدى إلى ارتفاع الدولار. سعر الصرف أمام الجنيه المصري، والذي ارتفع بنسبة تزيد عن 4% منذ إعلان بنك ليمان براذرز إفلاسه. ومع تراجع ضغط الطلب من المستثمرين الأجانب المغادرين، من المتوقع أن ينخفض سعر صرف الدولار مقابل الجنيه المصري. ويبلغ سعره E£7 لكل دولار أمريكي اعتبارًا من 18 يونيو 2013. نظرًا لارتفاع قوة الدولار الأمريكي، اعتبارًا من يناير 2015، يساوي الدولار الواحد E£7.83.
في 3 نوفمبر/تشرين الثاني 2016، أعلنت الحكومة المصرية أنها ستقوم بتعويم الجنيه المصري في مسعى لإنعاش اقتصادها الذي يعاني منذ عام 2011. 
وتتطلب شروط قرض صندوق النقد الدولي لعام 2022 تعويم العملة، مما أدى إلى انخفاض قيمتها بسرعة، مما دفع المؤسسات الدولية والجيران مثل المملكة العربية السعودية إلى المساعدة. لدى البلاد 83.3 مليار دولار من الديون المستحقة بالعملة الأجنبية.

## بيانات
ويبين الجدول التالي المؤشرات الاقتصادية الرئيسية في الفترة 1986-2021 (مع تقديرات خبراء صندوق النقد الدولي في الفترة 2022-2027). التضخم أقل من 10% باللون الأخضر.
| سنة  | الناتج المحلي الإجمالي (بالقيمة تعادل القوة الشرائية بالدولار الأمريكي) | الناتج المحلي الإجمالي للفرد الواحد (بقيمة تعادل القوة الشرائية بالدولار الأمريكي) | الناتج المحلي الإجمالي (بالدولار الأمريكي الاسمي) | الناتج المحلي الإجمالي للفرد الواحد (بالقيمة الاسمية بالدولار الأمريكي) | الزيادة في الناتج المحلي (حقيقي) | معدل التضخم (بالنسبة المئوية) | البطالة (بالنسبة المئوية) | الدين الحكومي (% من الناتج المحلي الإجمالي) |
| ---- | ----------------------------------------------------------------------- | ---------------------------------------------------------------------------------- | ------------------------------------------------- | ----------------------------------------------------------------------- | -------------------------------- | ----------------------------- | ------------------------- | ------------------------------------------- |
| 1980 | 88.5                                                                    | 2,183.1                                                                            | 23.5                                              | 580.0                                                                   | ▲3.4%                            | 20.5%                         | n/a                       | n/a                                         |
| 1981 | ▲99.0                                                                   | ▲2,374.7                                                                           | ▲25.8                                             | ▲617.7                                                                  | ▲2.2%                            | 10.4%                         | n/a                       | n/a                                         |
| 1982 | ▲112.8                                                                  | ▲2,633.4                                                                           | ▲30.5                                             | ▲711.4                                                                  | ▲7.3%                            | 14.9%                         | n/a                       | n/a                                         |
| 1983 | ▲127.7                                                                  | ▲2,900.3                                                                           | ▲37.3                                             | ▲846.4                                                                  | ▲8.9%                            | 16.0%                         | n/a                       | n/a                                         |
| 1984 | ▲142.9                                                                  | ▲3,158.3                                                                           | ▲41.9                                             | ▲926.0                                                                  | ▲8.0%                            | 17.1%                         | n/a                       | n/a                                         |
| 1985 | ▲158.3                                                                  | ▲3,401.8                                                                           | ▲48.8                                             | ▲1,049.3                                                                | ▲7.4%                            | 12.1%                         | n/a                       | n/a                                         |
| 1986 | ▲169.2                                                                  | ▲3,543.6                                                                           | ▲54.1                                             | ▲1,132.5                                                                | ▲4.8%                            | 23.9%                         | n/a                       | n/a                                         |
| 1987 | ▲180.8                                                                  | ▲3,705.0                                                                           | ▲77.4                                             | ▲1,585.2                                                                | ▲4.3%                            | 25.2%                         | n/a                       | n/a                                         |
| 1988 | ▲194.7                                                                  | ▲3,908.8                                                                           | ▲92.5                                             | ▲1,858.0                                                                | ▲4.0%                            | 15.2%                         | n/a                       | n/a                                         |
| 1989 | ▲208.3                                                                  | ▲4,093.2                                                                           | ▲115.4                                            | ▲2,266.4                                                                | ▲3.0%                            | 20.1%                         | n/a                       | n/a                                         |
| 1990 | ▲221.2                                                                  | ▲4,307.2                                                                           | ▼96.1                                             | ▼1,870.8                                                                | ▲2.4%                            | 21.2%                         | 8.0%                      | n/a                                         |
| 1991 | ▲233.5                                                                  | ▲4,454.2                                                                           | ▼48.4                                             | ▼923.8                                                                  | ▲2.1%                            | 14.7%                         | 8.8%                      | n/a                                         |
| 1992 | ▲239.5                                                                  | ▲4,476.7                                                                           | ▼44.2                                             | ▼825.4                                                                  | ▲0.3%                            | 21.1%                         | 9.0%                      | n/a                                         |
| 1993 | ▲252.3                                                                  | ▲4,571.2                                                                           | ▲49.5                                             | ▲897.2                                                                  | ▲2.9%                            | 11.0%                         | 10.9%                     | n/a                                         |
| 1994 | ▲268.5                                                                  | ▲4,769.3                                                                           | ▲54.6                                             | ▲968.9                                                                  | ▲4.2%                            | ▲9.0%                         | 11.1%                     | n/a                                         |
| 1995 | ▲286.4                                                                  | ▲4,972.8                                                                           | ▲63.3                                             | ▲1,098.1                                                                | ▲4.5%                            | ▲9.4%                         | 11.2%                     | n/a                                         |
| 1996 | ▲305.9                                                                  | ▲5,202.5                                                                           | ▲71.1                                             | ▲1,209.5                                                                | ▲4.9%                            | ▲7.1%                         | 9.5%                      | n/a                                         |
| 1997 | ▲329.6                                                                  | ▲5,484.2                                                                           | ▲79.8                                             | ▲1,327.4                                                                | ▲5.9%                            | ▲6.2%                         | 8.7%                      | n/a                                         |
| 1998 | ▲358.5                                                                  | ▲5,847.5                                                                           | ▲89.2                                             | ▲1,455.0                                                                | ▲7.5%                            | ▲5.0%                         | 8.0%                      | 73.8%                                       |
| 1999 | ▲385.7                                                                  | ▲6,161.6                                                                           | ▲95.0                                             | ▲1,518.2                                                                | ▲6.1%                            | ▲3.7%                         | 7.7%                      | 72.4%                                       |
| 2000 | ▲415.7                                                                  | ▲6,495.1                                                                           | ▲104.8                                            | ▲1,636.8                                                                | ▲5.4%                            | ▲2.8%                         | 9.0%                      | 71.7%                                       |
| 2001 | ▲440.0                                                                  | ▲6,738.6                                                                           | ▼102.3                                            | ▼1,566.2                                                                | ▲3.5%                            | ▲2.4%                         | 8.8%                      | 79.1%                                       |
| 2002 | ▲461.1                                                                  | ▲6,923.8                                                                           | ▼90.3                                             | ▼1,355.3                                                                | ▲3.2%                            | ▲2.3%                         | 10.1%                     | 85.8%                                       |
| 2003 | ▲485.2                                                                  | ▲7,135.9                                                                           | ▼85.2                                             | ▼1,252.4                                                                | ▲3.2%                            | ▲3.4%                         | 11.3%                     | 97.1%                                       |
| 2004 | ▲518.7                                                                  | ▲7,484.3                                                                           | ▼82.9                                             | ▼1,195.6                                                                | ▲4.1%                            | ▲8.2%                         | 10.5%                     | 96.5%                                       |
| 2005 | ▲558.8                                                                  | ▲7,904.4                                                                           | ▲94.1                                             | ▲1,331.4                                                                | ▲4.5%                            | ▲8.7%                         | 11.5%                     | 98.3%                                       |
| 2006 | ▲615.5                                                                  | ▲8,525.1                                                                           | ▲112.9                                            | ▲1,563.7                                                                | ▲6.8%                            | ▲4.3%                         | 10.9%                     | 85.9%                                       |
| 2007 | ▲677.0                                                                  | ▲9,197.8                                                                           | ▲137.1                                            | ▲1,862.2                                                                | ▲7.1%                            | 10.9%                         | 9.2%                      | 76.3%                                       |
| 2008 | ▲739.3                                                                  | ▲9,831.2                                                                           | ▲170.8                                            | ▲2,271.2                                                                | ▲7.2%                            | 11.7%                         | 8.7%                      | 66.8%                                       |
| 2009 | ▲778.8                                                                  | ▲10,127.7                                                                          | ▲198.3                                            | ▲2,578.9                                                                | ▲4.7%                            | 16.2%                         | 9.4%                      | 69.5%                                       |
| 2010 | ▲828.8                                                                  | ▲10,530.5                                                                          | ▲230.0                                            | ▲2,922.8                                                                | ▲5.1%                            | 11.7%                         | 9.2%                      | 69.6%                                       |
| 2011 | ▲860.9                                                                  | ▲10,694.4                                                                          | ▲247.7                                            | ▲3,077.3                                                                | ▲1.8%                            | 11.1%                         | 10.4%                     | 72.8%                                       |
| 2012 | ▲958.7                                                                  | ▲11,620.1                                                                          | ▲278.8                                            | ▲3,379.0                                                                | ▲2.2%                            | ▲8.7%                         | 12.4%                     | 73.8%                                       |
| 2013 | ▲992.0                                                                  | ▲11,726.0                                                                          | ▲288.0                                            | ▲3,404.3                                                                | ▲3.3%                            | ▲6.9%                         | 13.0%                     | 84.0%                                       |
| 2014 | ▼985.3                                                                  | ▼11,350.9                                                                          | ▲305.6                                            | ▲3,520.4                                                                | ▲2.9%                            | 10.1%                         | 13.4%                     | 85.1%                                       |
| 2015 | ▲1,064.2                                                                | ▲11,957.7                                                                          | ▲332.1                                            | ▲3,731.2                                                                | ▲4.4%                            | 11.0%                         | 12.9%                     | 88.3%                                       |
| 2016 | ▼1,057.1                                                                | ▼11,616.3                                                                          | ▲332.5                                            | ▼3,653.7                                                                | ▲4.3%                            | 10.2%                         | 12.7%                     | 96.8%                                       |
| 2017 | ▲1,062.3                                                                | ▼11,158.3                                                                          | ▼236.5                                            | ▼2,484.5                                                                | ▲4.1%                            | 23.5%                         | 12.2%                     | 103.0%                                      |
| 2018 | ▲1,145.4                                                                | ▲11,796.5                                                                          | ▲250.3                                            | ▲2,577.3                                                                | ▲5.3%                            | 20.9%                         | 10.9%                     | 92.5%                                       |
| 2019 | ▲1,230.7                                                                | ▲12,444.2                                                                          | ▲302.3                                            | ▲3,057.0                                                                | ▲5.6%                            | 13.9%                         | 8.6%                      | 84.2%                                       |
| 2020 | ▲1,290.0                                                                | ▲12,823.3                                                                          | ▲364.0                                            | ▲3,618.5                                                                | ▲3.6%                            | ▲5.7%                         | 8.3%                      | 89.6%                                       |
| 2021 | ▲1,388.3                                                                | ▲13,529.9                                                                          | ▲402.8                                            | ▲3,925.8                                                                | ▲3.3%                            | ▲4.5%                         | 7.3%                      | 93.5%                                       |
| 2022 | ▲1,562.4                                                                | ▲14,927.5                                                                          | ▲435.6                                            | ▲4,162.1                                                                | ▲5.9%                            | ▲7.5%                         | 6.9%                      | 94.0%                                       |
| 2023 | ▲1,690.5                                                                | ▲15,834.8                                                                          | ▲450.4                                            | ▲4,218.5                                                                | ▲5.0%                            | 11.0%                         | 6.9%                      | 89.6%                                       |
| 2024 | ▲1,826.9                                                                | ▲16,777.4                                                                          | ▲489.0                                            | ▲4,490.6                                                                | ▲5.5%                            | ▲7.4%                         | 6.9%                      | 88.2%                                       |
| 2025 | ▲1,971.8                                                                | ▲17,752.9                                                                          | ▲535.8                                            | ▲4,824.4                                                                | ▲5.8%                            | ▲7.4%                         | 6.8%                      | 86.1%                                       |
| 2026 | ▲2,127.9                                                                | ▲18,782.3                                                                          | ▲584.9                                            | ▲5,162.9                                                                | ▲5.8%                            | ▲7.4%                         | 6.6%                      | 83.6%                                       |
| 2027 | ▲2,298.2                                                                | ▲19,888.2                                                                          | ▲638.1                                            | ▲5,522.3                                                                | ▲5.9%                            | ▲7.4%                         | 6.4%                      | 80.7%                                       |

## الموارد الطبيعية

### الموارد المعدنية والطاقة
يعد قطاع التعدين من القطاعات الحيوية الهامة، حيث تقوم عليه العديد من الصناعات التي تحتاج إلى المعادن المختلفة، وعلى الرغم من وفرة الدراسات الجيولوجية، والتي تؤكد على أن مصر غنية بثرواتها المعدنية من ذهب وحديد وفوسفات ونحاس ورمال بيضاء، وغيرها من المعادن الهامة، إلا أن معظم هذه الثروات لم تستغل بعد، لنجد أن منجم السكري للذهب والذي يصنف الثامن عالميا من حيث حجم احتياطي الذهب لم يتم استخراج الذهب منه تجاريا إلا عام 2009.

تمتلك مصر الكثير من المعادن التي تتنوع من حيث النوع والكم وأماكن التوزيع، حيث بلغت قيمة صادرات النشاط التعديني المتمثل في المحاجر والمناجم والملاحات عام 2007 وفقًا لإحصاءات الجهاز المركزي للتعبئة العامة والإحصاء، حوالي 2096 مليون جنيه.

## القطاعات الاقتصادية الرئيسية

### القطاع الزراعي

#### الري
يلعب الري دوراً رئيسياً في بلد يعتمد مصدر رزقه على نهر واحد، وهو نهر النيل. وأكثر مشاريع الري طموحًا هو مشروع السد العالي في أسوان، الذي اكتمل بناؤه عام 1971. وأشار تقرير نشره المجلس الوطني للإنتاج والشؤون الاقتصادية في مارس 1975 إلى أن السد أثبت نجاحه في السيطرة على مياه الفيضانات وضمان إمدادات المياه المتكررة، لكن استهلاك المياه كان أكثر من اللازم ويجب التحكم فيه. وقد فقدت بعض الأراضي الثمينة تحت السد بسبب توقف تدفق طمي النيل، ولا تزال زيادة الملوحة تمثل مشكلة كبيرة. علاوة على ذلك، تسببت خمس سنوات من الجفاف في مرتفعات إثيوبيا مصدر مياه نهر النيل في انخفاض منسوب المياه في بحيرة ناصر، خزان السد العالي في أسوان، إلى أدنى مستوى في عام 1987.
وفي عام 1996، وصل منسوب المياه خلف السد العالي وفي بحيرة ناصر إلى أعلى مستوى له منذ اكتمال السد. وعلى الرغم من هذه الوفرة غير العادية في إمدادات المياه، لا تستطيع مصر سوى استخدام 55.5 فقط مليار متر مكعب (1.96 تريليون قدم مكعب) سنوياً، وفقاً لاتفاقية حوض النيل الموقعة عام 1959 بين مصر والسودان. مشروع رئيسي آخر مصمم لمعالجة مشكلة ندرة المياه هو مشروع الوادي الجديد ("النيل الثاني")، والذي يهدف إلى تنمية إمدادات المياه الارتوازية الكبيرة الكامنة وراء واحات الصحراء الغربية.
في عام 2010، بلغت المساحة الخصبة في مصر حوالي 3.6 مليون هكتار (8.9 مليون أكر)، تم استصلاح حوالي ربعها من الصحراء بعد إنشاء السد العالي بأسوان.  وتهدف الحكومة إلى زيادة هذا العدد إلى 4.8 مليون هكتار بحلول عام 2030 من خلال الاستصلاح الإضافي للأراضي.  وعلى الرغم من أن 3% فقط من الأراضي صالحة للزراعة، إلا أنها منتجة للغاية ويمكن زراعتها مرتين أو حتى ثلاث مرات سنويًا. إلا أن الأراضي المستصلحة تضيف 7% فقط إلى القيمة الإجمالية للإنتاج الزراعي. يحظر القانون الري السطحي في الأراضي المستصلحة ويستخدم فقط في وادي النيل والدلتا، واستخدام الري المضغوط والري الموضعي إلزامي في أجزاء أخرى من البلاد.  يتم زراعة معظم الأراضي مرتين على الأقل في السنة، لكن الإنتاجية الزراعية محدودة بسبب الملوحة التي أثرت في عام 2011 على 25٪ من الزراعة المروية بدرجات متفاوتة.  ويعود السبب الرئيسي في ذلك إلى عدم كفاية الصرف وكذلك تسرب مياه البحر إلى طبقات المياه الجوفية نتيجة الإفراط في استخراج المياه الجوفية، ويؤثر هذا الأخير في المقام الأول على دلتا النيل.  بفضل تركيب أنظمة الصرف الصحي، انخفض عدد المناطق المالحة من حوالي 1.2 تم تحقيق مليون هكتار في عام 1972 إلى 900000 هكتار في عام 2010. 
وفي السبعينيات، وعلى الرغم من الاستثمار الكبير في استصلاح الأراضي، فقدت الزراعة مكانتها باعتبارها القطاع الاقتصادي الرائد. الصادرات الزراعية، التي كانت تمثل 87% من إجمالي الصادرات السلعية من حيث القيمة في عام 1960، انخفضت إلى 35% في عام 1974 وإلى 11% بحلول عام 2001. في عام 2000، شكلت الزراعة 17% من الناتج المحلي الإجمالي للبلاد وتوظف 34% من القوى العاملة. 

#### المحاصيل

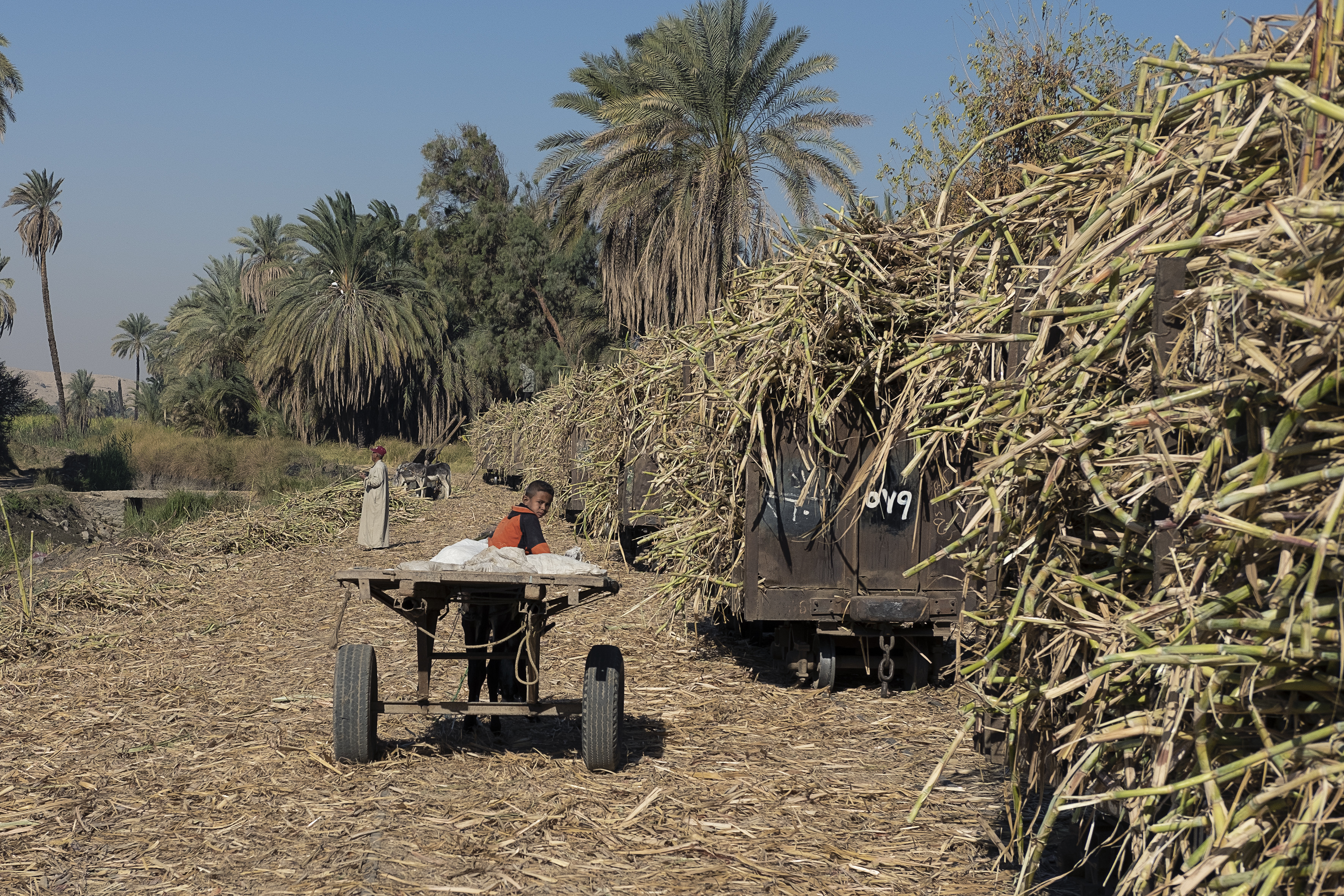
حصاد قصب السكر

ووفقا لإحصائيات منظمة الأغذية والزراعة للأمم المتحدة لعام 2016، تعد مصر أكبر منتج للتمور في العالم؛ ثاني أكبر منتج للتين ; ثالث أكبر منتج للبصل والباذنجان ; رابع أكبر منتج للفراولة والحليب الجاموسي وكذلك خامس أكبر منتج للطماطم والبطيخ.
لقد كان القطن منذ فترة طويلة محصولًا نقديًا أساسيًا للتصدير، لكنه لم يعد حيويًا كتصدير. بلغ الإنتاج في عام 1999 243000 طن. تعد مصر أيضًا منتجًا كبيرًا للقمح والذرة وقصب السكر والفواكه والخضروات والأعلاف،  والأرز؛ كما يتم استيراد كميات كبيرة من القمح، وخاصة من الولايات المتحدة وروسيا، على الرغم من الزيادات في الإنتاج منذ عام 1970، ويتم تصدير كميات كبيرة من الأرز.
تعتبر الحمضيات والتمر والعنب من الفواكه الرئيسية حسب المساحة المزروعة. شمل الإنتاج الزراعي بالطن في عام 1999 الذرة، 9.350.000؛ والقمح 6.347.000؛ الأرز 5816000؛ البطاطس 1.900.000؛ والبرتقال 1,525,000. تمارس الحكومة درجة قوية من الرقابة على الزراعة، ليس فقط لضمان الاستخدام الأمثل لمياه الري ولكن أيضًا لحصر زراعة القطن لصالح الحبوب الغذائية. ومع ذلك، فإن قدرة الحكومة على تحقيق هذا الهدف محدودة بسبب القيود المفروضة على دوران المحاصيل.
تتم زراعة الصبار - وخاصة الكمثرى الصبار - على نطاق واسع في جميع أنحاء البلاد بما في ذلك سيناء، وتمتد إلى البلدان المجاورة. هم محصول من البورصة الكولومبية. شكلت سياجات الصبار - سواء المزروعة عمدًا أو ملاذات الحدائق البرية - جزءًا مهمًا من المواقع التي يمكن الدفاع عنها خلال حملة سيناء وفلسطين في الحرب العالمية الأولى. حتى أن بعض الجنود غير المألوفين حاولوا أكلها، مما أدى إلى نتيجة سلبية. 

#### ملكية الارض

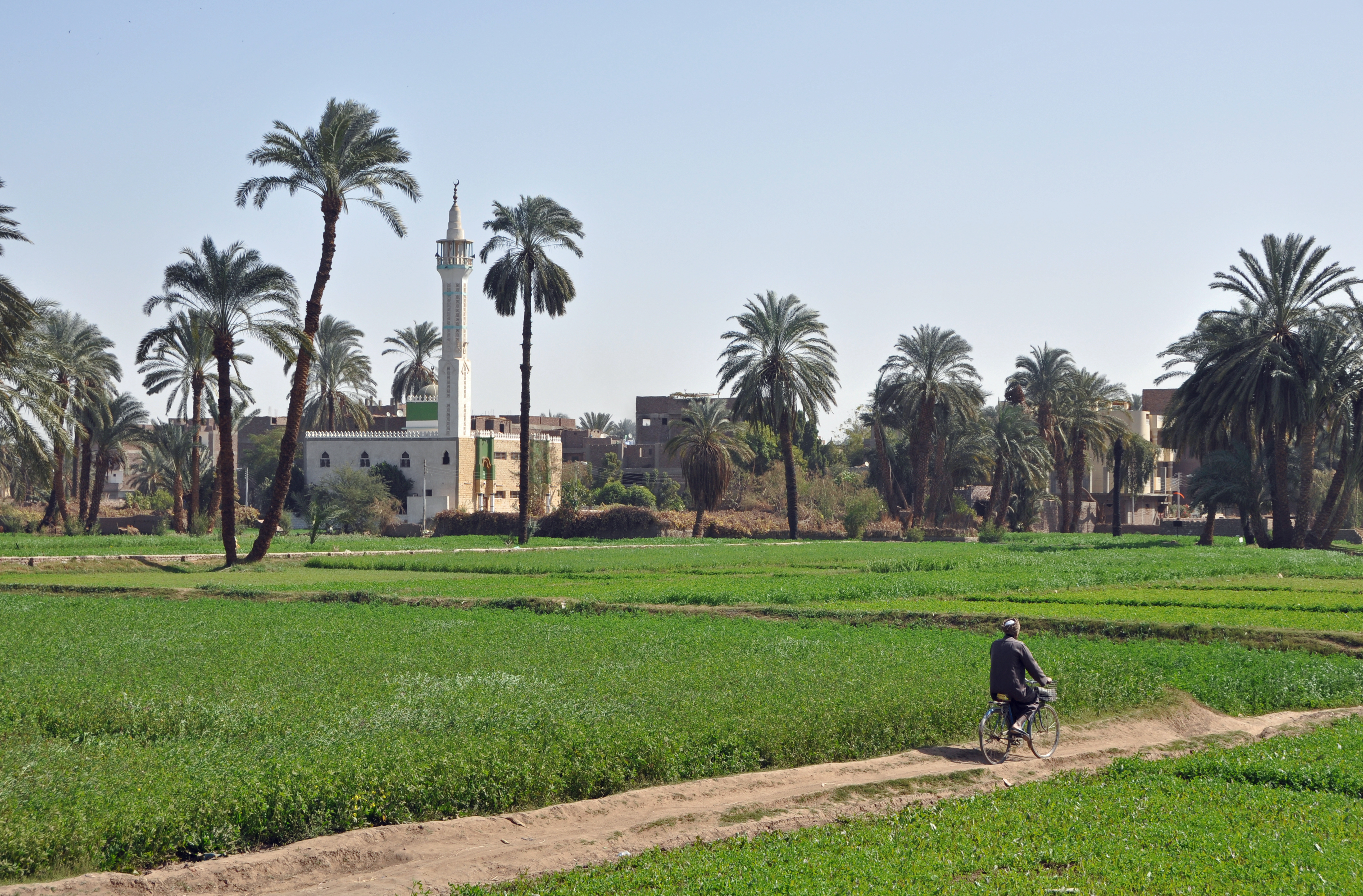
أرض زراعية في الريف المصري

نص قانون الإصلاح الزراعي لعام 1952 على أنه لا يجوز لأحد أن يمتلك أكثر من 200 فدان، أي 84 هكتار (210 أكر) (1 فدان مصري = 0.42 هكتار = 1.038 فدانًا)، للزراعة، وأنه يجب على كل مالك للأرض إما زراعة الأرض نفسه أو يؤجرها بشروط معينة. وقد يتم الاحتفاظ بما يصل إلى 100 فدان إضافي إذا كان للمالك أطفال، ويجب بيع أرض إضافية للحكومة. وفي عام 1961، تم تخفيض الحد الأعلى لملكية الأراضي إلى 100 فدان، ولم يسمح لأي شخص بتأجير أكثر من 50 فدانًا. وكان تعويض المالكين السابقين على شكل سندات تحمل معدل فائدة منخفض، وقابلة للاسترداد في غضون 40 عامًا. صدر قانون عام 1969 يقضي بتقليص ملكية الشخص الواحد للأراضي إلى 50 فدانًا.
بحلول منتصف الثمانينيات، كانت 90% من جميع سندات ملكية الأراضي مملوكة لحيازات أقل من خمسة أفدنة ( 2.1 هكتار (5.2 أكر) ) ونحو 300 ألف أسرة، أو 8% من سكان الريف، حصلت على الأراضي في إطار برنامج الإصلاح الزراعي. ووفقاً للتعداد الزراعي لعام 1990، كان هناك حوالي ثلاثة ملايين قطعة أرض صغيرة، حوالي 96% منها كانت أقل من خمسة أفدنة. وبما أن هذه الحيازات الصغيرة من الأراضي قيدت قدرة المزارعين على استخدام الآلات الحديثة والتقنيات الزراعية التي تعمل على تحسين وفورات الحجم والاستفادة منها، فقد كانت هناك منذ أواخر الثمانينات العديد من الإصلاحات التي تحاول تحرير الزراعة من خلال تحرير أسعار المدخلات والمخرجات وإلغاء الضوابط على مساحة المحاصيل. ونتيجة لذلك، تم سد الفجوة بين الأسعار العالمية والمحلية للسلع الزراعية المصرية.

### قطاع الطاقة

#### خامات الطاقة
وتشمل المواد البترولية كالبترول والغاز الطبيعي، وعلى الرغم من ضعف إنتاجية مصر من خامات الطاقة مقارنة ببعض الدول العربية الأخرى، ويتضح ذلك من ارتفاع معدلات استيراد المشتقات البترولية والغازية، إلا إن هناك طفرة في مجال الاكتشافات الجديدة التي تبشر بمستقبل واعد للطاقة في مصر، حيث تم اكتشاف نحو 41 بئر نفط و22 بئر غاز عام 2010 وتم اكتشاف حقل ظهر للغاز الطبيعي البحري ويعد أكبر اكتشاف لمكامن الغاز في القرن الحادي والعشرين واكتشفتها شركة ايني الايطالية وتقدر احتياطات الغاز ب30 تريليون قدم مكعب اي5.5مليار برميل نفط مكافئ ويتوقع بدء الإنتاج في عام 2017
وتشمل خامات الطاقة الصلبة في طياتها عددًا من الأنواع، أهمها:
- الخامات الكربونية، كالفحم الذي يتواجد بمنطقتي عيون موسى وجبل المغارة شمال سيناء، وتبلغ الاحتياطات المؤكدة في جبل المغارة 27 مليون طن، منها حوالى 21 مليون طن قابلة للتعدين، ويستخدم كوقود لمحطات توليد الكهرباء ومصانع الأسمنت وغيرها من الصناعات، والطفلات الكربونية التي تتواجد في منطقتي بدعة وثورة بمحافظة جنوب سيناء، حيث يقدر الاحتياطي المؤكد بحوالي 15 مليون طن، بينما يقدر الاحتياطي المحتمل بحوالي 60 مليون طن، والطفلة الزيتية التي تتوجد في الصخور التي تعلو تكوين الفوسفات في محافظات البحر الأحمر والوادى الجديد.
- الخامات المشعة، كاليورانيوم الذي يتواجد في صخور الصحراء الشرقية في منطقة المسيكات وجبل قطار وسيناء ويستخدم في إنتاج الطاقة النووية.

#### الخامات الفلزية
وتشمل ثلاثة أطياف من المعادن، وهي؛ الخامات الحديدية والخامات غير الحديدية والمعادن النفيسة:-
1. الخامات الحديدية، كالحديد الذي يعد من أهم الثروات المعدنية التي تشتهر بها مصر، وهو أساس الصناعات الثقيلة حيث يستخدم في صناعة السيارات والقطارات وأعمال البناء، ويبلغ الاحتياطي المصري من خام الحديد وفقًا لتقديرات عام 2010، 3.1 مليار طن، كما بلغ إنتاج الحديد عام 2011، حوالي 3.93 مليون طن، وتتواجد رواسبه في ثلاث مناطق: شرق أسوان حيث قدرت المساحة الجيولوجية الاحتياطيات الجيولوجية المبدئية لخام حديد شرق أسوان بحوالى 14 مليون طن، وبلغت كميات ما تم إستخراجه من الحديد حتى توقف انتاجه عام 1974، 2.7 مليون طن أي حوالى 24% من إجمالى الاحتياطيات الصالحة للإستعمال الإقتصادى بمفهوم الشركة آنذاك.الواحات البحرية يوجد الحديد فيها في أربع مناطق هي منطقة الجديدة وتبلغ الاحتياطات المؤكدة لخام الحديد فيها عام 2005، بـ 71 مليون طن تكفى البلاد لمدة 21 عاماً فقط، أما في مناطق غرابى وناصر والحارا فيبلغ رصيد الخام حوالى 7.5 مليون طن، ولكنها غير مستغلة نظرًا لوجود نسبة كبيرة من المنجنيز مما يجعل الخام غير صالح للإستخدام في الفرن العالى دون معالجة أو تركيز لإزالة الشوائب. أما خام حديد الصحراء الشرقية فقدرت احتياطيها عام 1964 بــ 53 مليون طن.والألمنيت الذي يتواجد بمنطقة أبو غلقة جنوب الصحراء الشرقية حيث يقدر الاحتياطي بحوالي 40 مليون طن منها احتياطي مؤكد 25 مليون طن، واحتياطي محتمل 15 مليون طن وبالرمال السوداء على طول الساحل الشمالي شرق الإسكندرية حتى العريش ويبلغ الاحتياطي حوالى 7 ملايين طن.والمنجنيز الذي يتواجد بمنطقة أم بجمة في سيناء وعش الملاحة وداي المعاليك وجبل علبة وأبو رماد الذي بلغ احتياطيها حوالي 120 ألف طن، تم اسغلال حوالي 50% منه منذ عام 1955، ويستخدم في صناعة الصلب والبطاريات الجافة وفي صناعة الطلاء وأيضًا في الصناعات الكيميائية وبلغت قيمة صادرات مصر منه عام 2007 لـ11.31 مليون جنيه. والكروم الذي يتواجد في البرامية ورأس شعيث، أبو ضهر، وادى الغدير، جبل الجرف، أم كابو، ويستخدم في صناعة الصلب القوى والسبائك المقاومة للحرارة، المحركات النفاثة، التوربينات الغازية، دباغة الجلود والاصباغ، والصناعات الحرارية والتصوير الفوتوغرافي، ولكن احتياطيه غير مؤكد حيت يتراوح ما بين (2000 – 5000 طن).
2. الخامات غير الحديدية، كالنحاس الذي يتواجد في سرابيط الخادم وفيران وسمرة بشبه جزيرة سيناء وأبو سويل ووادي حيمور وعكارم بالصحراء الشرقية، بينما الزنك والرصاص خامات توجد متلازمة في بعض المناطق كمنطقة أم دغيج على ساحل البحر الأحمر وتصل الاحتياطيات المقدرة بها حوالى 1.6 مليون طن منها مليون طن خام مؤكد تبلغ نسبة الزنك به 14% ونسبة الرصاص 2%، والقصدير الذي يتواجد في منطقة وادى العجلة غرب مرسى علم، ومنطقة مويلحة في جنوب الصحراء الشرقية ويقدر الاحتياطى بها على 160 طن ومنطقة أبو دباب ويقدر الاحتياطى بها بحوالى 850 ألف طن وتحتوى على 700 طن قصدير.
3. المعادن النفيسة، كالفضة، والبلاتين، والذهب، حيث يتواجد 3 مواقع لإنتاج الذهب في الصحراء الشرقية في حمش أنتجت عام 2009، 60 كجم ووادي العلاقي، والسكرى حيث تم إنشاء أول مصنع متكامل بمجمع مبارك لإنتاج الذهب والفضة والنحاس بمنطقة السكري وبلغ انتاجه من الذهب خلال شهر يناير 2010 حوالى 911 كيلو جرام وارتفع احتياطي الذهب هناك من 3 ملايين أوقية في مايو 2005 إلى 13 مليون وقية عام 2010(15)، وتقع مصر في المرتبة 38 وفقًا للمجلس العالمي للذهب حيث بلغ إجمالي احتياطيها من الذهب في مايو 2012 لـ75.6 طن.

مصر تحتوى على قدرات واعدة في مجال الذهب، مثل بمنجم السكرى، والذي يصنف الثامن عالميا من حيث الاحتياطي، والرابع عشر من حيث حجم الإنتاج، وذكر أن حجم الاستثمار في المنجم يبلغ 4.2 مليار جنيه مصري، وقد بلغ حجم إنتاجه 10 طن عام 2010، ويعمل في المنجم 4500 عامل، وذكر أن مصر ما زالت بكرا في مجال الذهب، وإنها من الممكن أن تصبح المنتج الأكبر للذهب في القارة الأفريقية والشرق الأوسط، على شرط زيادة تقديم حوافز لتشجيع الاستثمار في هذا المجال.

#### الخامات اللافلزية
وتشمل خامات الصناعات الكيميائية والأسمدة، خامات الحراريات والسيراميك، خامات مواد البناء والرصف، أحجار الزينة والأحجار الكريمة وشبه الكريمة.
1. خامات الصناعات الكيميائية والأسمدة، كالفوسفات الذي يتواجد في وادي النيل بين أدفو وقنا وعلى ساحل البحر الأحمر بين ميناء سفاجه والقصير وهضبة أبو طرطور وبها أضخم راسب من الفوسفات في مصر حيث يقدر الاحتياطي منه بنحو 1000 مليون طن، وبلغ إنتاج مصر من الفوسفات عام 2006، حوالي مليون طن، وبذلك احتلت المركز الخامس في الإنتاج علي مستوي الدول العربية بعد كل من المغرب وتونس والأردن وسوريا.

والبوتاسيوم الذي يوجد في خليج السويس ومدخل البحر الأحمر، والكبريت الذي يستخدم في صناعة حمض الكبرتيك الذي يستخدم بدوره في الصناعات الكيميائية وصناعة المفرقعات والأسمدة الكيميائية والمبيدات الحشرية وفي الأغراض الطبية وتبييض المنسوجات، والتلك الذي تتواجد رواسبه في أكثر من 30 موقعًا معظمها بجنوب الصحراء الشرقية ويستخدم في صناعة الورق والصابون وبعض العقاقير الطبية والمنظفات الصناعية وبلغت حجم صادرات مصر منه عام 2007، 24.73 مليون جنيه مصري.
1. خامات الحراريات والسيراميك، كالكوارتز الذي يتواجد في جبل الدب وجبل مروات ومنطقة أم هيجليج بالصحراء الشرقية ويستخدم في البصريات أما النقي منه يستخدم في صناعة الخلايا الشمسية، وبلغت قيمة صادرات منه عام 2007 حوالي 8.59 مليون جنيه مصري وهي نسبة منخفضة مقارنة بعام 2006 التي وصلت قيمة الصادرات 12.70 مليون جنيه مصري، ورمل الزجاج تتواجد الرمال البيضاء عالية الجودة بالقرب من منطقة أبو زنيمة بسيناء وفي منطقة الزعفرانة على خليج السويس ووادي النطرون وأبو الدرج ووادي قنا ويستخدم هذا النوع من الرمال في صناعة الزجاج، والفلسبار الذي يتواجد في منطقة أسوان ووادي أم ديسى والعنيجى ويستخدم في صناعة السيراميك والخزف والصيني والحراريات والزجاج وانخفضت قيمة صادرات مصر منه ففي عام 2006 كانت 927 ألف جنيه وأصبحت عام 2007 حوالي 327 ألف جنيه.
2. خامات مواد البناء والرصف، التي تستغل في إنتاج الأسمنت والطوب الطفلى والرملي والجيرى اللازم لعمليات المبانى والإنشاءات ورصف الطرق، كالبازلت والحجر الجيري، تتميز مصر بوفرة هائلة في صخور الحجر الجيري المتعدد الألوان ومن أهم محاجره طره والمعصرة وبني خالد وسمالوط بالمنيا وعلى امتداد طريق أسيوط، الواحات الداخلة والخارجة كما توجد أيضًا بعض المحاجر في سيوة والعلمين، ويستخدم الحجر الجيرى كمادة أساسية في صناعات الأسمنت والحديد والصلب كما يستخدم في أغراض البناء والتشيد بجانب استخدامه في الصناعات العديدة مثل صناعة البويات والبلاستيك والكاوتشوك والورق.
3. أحجار الزينة والأحجار الكريمة وشبه الكريمة يتوافر بمصر كثير من أحجار الزينة كالفيروز والجرانيت والديوريت والسربنتين والرخام والألباستر والأحجار الجيرية الصلبة وتتوزع هذه الأنواع في الصحراء الشرقية بمحافظة البحر الأحمر وأسوان وشمال سيناء ومحافظات بني سويف والمنيا وأسيوط وسوهاج.

### قطاع الخدمات

#### الخدمات المصرفية والتأمين
مر القطاع المصرفي المصري بمراحل عده منذ إنشاء أول بنك في مصر وهو بنك أجنبى يسمى البنك المصري (بالإنكليزية: Bank of Egypt) وكان يمثل فرعاً لبنك إنجليزى في لندن لتمويل التجارة الخارجية والرهون العقارية وقد أفلس هذا البنك في عام 1911 بسبب نقص السيولة، وانغماسه في القروض طويلة الأجل. ثم أَنشئَ بعد ذلك روفائيل سوارس بالتعاون مع البريطاني سير إرنست كاسل (البنك الأهلي المصري) في مصر ولحين أن 24% فقط ودائع اجنبية كما ان الفروع التجارية لبنوك القطاع العام في مصر تسيطر تقريبا على حوالى 60% من حجم السوق المصرفى. كما زاد نشاط الصيرفة الإسلامية حيث بلغ إجمالي العمل المصرفي الإسلامي نحو 100 مليار جنيه بنهاية 2012 بما يمثل 7.2% من حجم السوق المصرفية المصرية البالغ 1.3 تريليون جنيه، في حين سجلت ودائع القطاع الإسلامي 80 مليار جنيه بنسبة 7.6%، وارتفع حجم التمويل الإسلامي إلى 70 مليار جنيه بنسبة 7.1% خلال نفس الفترة. ويبلغ عدد الفروع الإسلامية بالبنوك المصرية نحو 212 فرعا من إجمالي 4 ألاف فرع في سبتمبر 2012 بما يمثل نحو 8.8%. ومن ضوء التقارير الاقتصادية علي دور القطاع المصرفي البالغه عدد المؤسسات المصرفية 39 بنك بعدد أفرع 2558 (2011). توضح مؤشرات البنك الدولي أن نصيب الأستثمارات الجديدة من إجمالي القروض لا يتجاوز 3.5% مقارنة مع 12.8% في مختلف أنحاء الشرق الأوسط وشمال أفريقيا. كما أن 4.2% فقط من هذه القروض تذهب إلى المشروعات الصغيرة والمتوسطة، وأن أكثر من نصف القروض الموجهة إلى القطاع الخاص تذهب إلى 0.19% من عملاء البنوك، كما لم تتجاوز نسبة القروض إلى الودائع في مصر 54% وهي أقل كثيرا من المعدلات العالمية(86%) ومعدلات منطقة الشرق الأوسط وشمال أفريقيا(71%).
خفضت وكالة "فيتش ريتنغز" تصنيف مصر الائتماني طويل الأجل إلى "B-" من "B"، بنظرة مستقبلية مستقرة.
| البنك المركزي المصري | البنك الأهلي المصري | بنك مصر | البنك الزراعي المصري | بنك القاهرة | البنك العقاري المصري العربي | بنك التنمية الصناعية والعمال المصري | بنك الاستثمار القومي | بنك ناصر الإجتماعي |

| البنك الوطنى للتنمية   | البنك الأهلى المتحد      | بنك الاتحاد الوطنى                  | بنك التعمير والإسكان       | بنك قناة السويس              | بنك بلوم (مصر)        | البنك العربى الافريقى الدولى |
| المصرف المتحد          | البنك الوطنى المصرى      | البنك العربى                        | بنك أبو ظبى الوطنى         | البنك المصرى لتنمية الصادرات | بنك مصر إيران للتنمية | بنك البركة مصر               |
| البنك الوطنى العماني   | بنك أوف نوفا أسكوشيا     | لبنك الأهلى اليونانى                | البنك الأهلى سوسيتيه جنرال | بنك باركليز                  | البنك التجارى الدولى  | سيتي بنك                     |
| بنك أتش أس بي سي (مصر) | بنك فيصل الإسلامي المصري | بنك الشركة المصرفية العربية الدولية | بنك كريدي أجريكول (مصر)    | البنك المصري الخليجي         | بنك المشرق            | بنك الإسكندرية               |
| بنك بي إن بي باريبا    | بنك بيريوس               | بنك الاستثمار العربي                | بنك عودة                   |                              |                       |                              |

#### قطاع الاتصالات

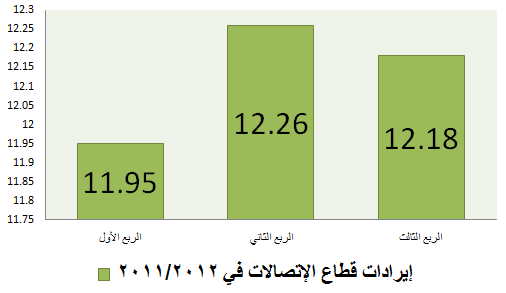
مخطط بياني لإيرادات قطاع الإتصالات بالمليار جنية

صناعة الاتصالات السلكية واللاسلكية بدأت نشاطها في مصر عام 1854 حين تم افتتاح أول خطوط التلغراف بين محافظتي القاهرة والإسكندرية، فيما شهد عام 1881 تركيب أول خط هاتفي بين المحافظتين. وقد ظلت الهيئة القومية للاتصالات السلكية واللاسلكية المزود الوحيد للخدمات العامة في مجال الاتصالات السلكية واللاسلكية في مصر حتى عام 1996، ثم تغير اسمها بعد ذلك إلى الشركة المصرية للاتصالات.
تعمل الدولة على تشجيع الاستثمارات العالمية والمحلية في مجال تكنولوجيا الاتصالات والمعلومات بغية زيادة حصة مصر من الصادرات العالمية في مجال البرمجيات، وقد حققت هذه الصناعة لمصر نحو 150 مليون دولار خلال عام 2005 ونتيجة لذلك ارتفع عدد الشركات العاملة في مجال تكنولوجيا الاتصالات والمعلومات في مصر إلى نحو 2310 شركة حتى نهاية عام 2007 مقارنة بـ 266 شركة عام 1999، كما بلغت الاستثمارات في هذا القطاع 18561.7 مليون جنيه بنهاية عام 2007.
| أوراسكوم للاتصالات | أوراسكوم للتكنولوجيا | الشركة المصرية لنقل البيانات | المصرية للاتصالات | نايل سات | شركة راية | لينك دوت نت | سيستل تيليكوم |

#### قطاع النقل

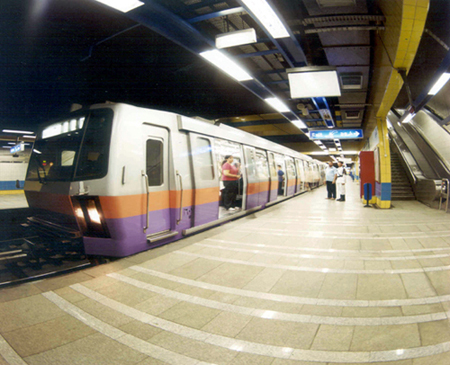
مترو القاهرة

يلعب النقل في مصر دوراً محورياً في خطط التنمية الاقتصادية والاجتماعية، فهو يُساهم بحوالى 26 مليار جنيه من الناتج المحلى، وتعتبر إيرادات النقل من الموارد الرئيسية في ميزان المدفوعات.

## أكبر الشركات
في عام 2009، تم إدراج ثلاث شركات مصرية في قائمة فوربس جلوبال 2000 - وهو تصنيف سنوي لأفضل 2000 شركة عامة في العالم من قبل مجلة فوربس. وكانت هذه الشركات:
| ترتيب العالمي | شركة                   | صناعة           | ربح (مليار دولار) | الأرباح (مليار دولار) | أصول (مليار دولار) |
| ------------- | ---------------------- | --------------- | ----------------- | --------------------- | ------------------ |
| 785           | أوراسكوم كونستراكشون   | بناء            | 2.42              | 1.83                  | 17.21              |
| 846           | جلوبال تيليكوم القابضة | خدمات الاتصالات | 4.83              | 2.08                  | 11.42              |
| 1384          | المصرية للاتصالات      | خدمات الاتصالات | 1.80              | 0.43                  | 6.19               |

## الاستثمار

### المناطق الحرة
تمثل المناطق الحرة في مصر نمطاً استثمارياً هاماً وألية لزيادة الصادرات والناتج القومي، حيث تتميز بارتباطها المباشر بالعالم الخارجي والحرية في التعاملات التي من شأنها جذب الاستثمارات.والمناطق الحرة العامة يبلغ عددها 9 مناطق والمناطق الحرة الخاصة 224 منطقة، حيث تساهم بنحو 12% من إجمالي الصادرات المصرية وتتيح ما يزيد على 200 ألف فرصة عمل. يوجد سبعة مناطق حرة عامة مجهزة في مصر وهي: المنطقة الحرة العامة بمدينة نصر، المنطقة الحرة العامة بالإسكندرية، المنطقة الحرة العامة ببورسعيد، المنطقة الحرة العامة بالسويس، المنطقة الحرة العامة بالإسماعيلية، المنطقة الحرة العامة بدمياط، المنطقة الحرة العامة الإعلامية بمدينة السادس من أكتوبر.
وتتم إدارة كل منطقة من خلال مجلس إدارة بالإضافة إلى جهاز إداري يتولى تقديم كافة التسهيلات المطلوبة لإصدار الموافقات على التراخيص بإقامة المشروعات بالمناطق الحرة العامة من مجلس إدارة المنطقة توفيراً للوقت والجهد بالإضافة إلى قيامه بتوفير الأراضي المجهزة بالمرافق اللازمة لإقامة تلك المشروعات داخل تلك المناطق وفقاً للمساحات التي تتناسب وطبيعة كل مشروع.

## الفقر وتوزيع الدخل

### الفقر
في تقرير للبنك الدولي نشر في نهاية أبريل 2019، حوالي 60% من سكان مصر إما فقراء أو عرضة له، كما أن عدم المساواة في ازدياد. اقتربت نسبة الفقراء من 30% عام 2015، ارتفاعًا من 24.3% عام 2010، وهناك تباينات جغرافية ضخمة في معدلات الفقر، إذ تتراوح من 7% في محافظة بورسعيد إلى 66% في بعض محافظات الصعيد. أثرت الإصلاحات الاقتصادية على الطبقة الوسطى، التي تواجه ارتفاع بعض تكاليف المعيشة نتيجة لها. ولكن بالرغم من ذلك هناك توقعات بانخفاض معدل الفقر في السنين القليلة القادمة وبالفعل فقد أعلنت الحكومة المصرية ان معدل الفقر انخفض في مصر لأول مرة منذ 21 عاما في عام 2019/2020 بنسبة حوالى 3%

### معدل البطالة
أعلن الجهاز المركزي للتعبئة العامة والإحصاء في مصر، أن معدل البطالة بلغ 8% في الربع الرابع من 2019، مقابل 8.9% عام 2018.

## الناتج المحلي الإجمالي الإقليمي
البيانات المعروضة هي لعام 2021 بالأرقام الاسمية.
| Governorate    | GDP (billion EGP) | GDP (billion US$) |
| -------------- | ----------------- | ----------------- |
| Cairo          | 1,876.650         | 119.543           |
| Giza           | 770.071           | 49.054            |
| Alexandria     | 565.876           | 36.046            |
| Qalyubiyya     | 339.316           | 21.614            |
| Sharqia        | 302.065           | 19.242            |
| Dakahlia       | 294.016           | 18.729            |
| Beheira        | 288.857           | 18.400            |
| Port Said      | 190.154           | 12.113            |
| Gharbia        | 173.763           | 11.069            |
| Monufia        | 157.267           | 10.018            |
| Kafr El Sheikh | 151.053           | 9.622             |
| Faiyum         | 133.504           | 8.504             |
| Minya          | 130.976           | 8.343             |
| Asyut          | 126.143           | 8.035             |
| Suez           | 119.129           | 7.589             |
| Matrouh        | 115.552           | 7.361             |
| Damietta       | 110.340           | 7.029             |
| Sohag          | 107.757           | 6.864             |
| Ismailia       | 91.127            | 5.805             |
| Beni Suef      | 87.194            | 5.554             |
| Qena           | 80.395            | 5.121             |
| Aswan          | 76.265            | 4.858             |
| Red Sea        | 75.872            | 4.833             |
| South Sinai    | 58.386            | 3.719             |
| North Sinai    | 48.932            | 3.117             |
| Luxor          | 46.634            | 2.971             |
| New Valley     | 16.963            | 1.081             |
| مصر            | 6,627.028         | 422.142           |

## الأزمات

### الأزمة المالية العالمية
ساءت الأزمة الاقتصادية في مصر أثناء التضخم المتصاعد بحلول يناير 2023 لدرجة أنه تم عرض قروض مالية على الناس من أجل شراء الكتب. سمحت جمعية الناشرين المصريين للعملاء بأخذ ما يصل إلى تسعة أشهر لشراء كتاب بفائدة 1.5٪. نتيجة لذلك، يتزايد عدد المصريين الذين يشترون نسخًا مزيفة من الكتب ذات الجودة المنخفضة.

### أحداث 30 يونيو
كانت كل من السعودية والكويت والإمارات العربية المتحدة قد تعهدت بتقديم مساعدات لمصر بما يزيد على 12 مليار دولار بعد أن أطاح الجيش بالرئيس محمد مرسي المنتمي لجماعة الإخوان المسلمين في الثالث من يوليو إثر احتجاجات ضخمة على حكمه.
المساعدات الخليجية تتمثل في دولة الإمارات العربية المتحدة بمساعدات بقيمة 3 مليارات دولار، تتضمن مليارَي دولار وديعة لدى البنك المركزى المصري، ومنحة قدرها مليار دولار، والمملكة العربية السعودية، بمنح مصر 5 مليارات دولار، عبارة عن مليارَي دولار وديعة، ومليار نقدًا، ومليارَين نفطاً وغازاً، وأخيرًا الكويت بمنح مصر 4 مليارات دولار، عبارة عن مليارَي دولار وديعة، ومليار منحة لا ترد، ومليار أخرى مشتقات نفطية.
و قد تسلمت مصر بالفعل سبعة مليارات دولار، من إجمالي مساعدات تُقدر بـ12 مليار دولار، تعهدت بها دول عربية خليجية، منها ثلاثة مليارات من دولة الإمارات العربية المتحدة، إضافة إلى ملياري دولار من كل من السعودية والكويت.

وفي أبو ظبي يجري منذ 4 أشهر دراسة تقديم نحو 5 مليارات دولار اضافية لمصر على هيئة قروض واستثمارات وأن ثمة مجالا لمزيد من الاستثمارات في مصر.

و تم تداول أنباء عن تقديم المملكة العربية السعودية مساعدات جديدة لمصر بقيمة قد تزيد عن 5 مليارات دولار عقب زيارة رئيس الوزراء المصري حازم الببلاوي للمملكة العربية السعودية.

## المؤشرات الاقتصادية

### معدلات نمو الناتج المحلي الإجمالي
| السنة  | 2010            | 2011            | 2012            | 2013            | 2014            | 2015            | 2016            | 2017            | 2018            |
| ------ | --------------- | --------------- | --------------- | --------------- | --------------- | --------------- | --------------- | --------------- | --------------- |
| القيمة | 218,888,324,504 | 236,001,858,960 | 279,372,758,361 | 288,586,231,501 | 305,529,656,458 | 332,698,041,030 | 332,927,833,278 | 235,369,129,337 | 250,894,760,351 |

### مؤشر تيسير أداء الأعمال (البنك الدولي)
| السنة     | 2004   | 2005   | 2006   | 2007   | 2008   | 2009   | 2010     | 2011     | 2012     | 2013     | 2014   | 2015   | 2016     | 2017     | 2018     | 2019     |
| --------- | ------ | ------ | ------ | ------ | ------ | ------ | -------- | -------- | -------- | -------- | ------ | ------ | -------- | -------- | -------- | -------- |
| المركز    |        |        |        |        |        |        | 106      | 94       | 110      | 109      |        |        | 131      | 122      | 120      | 114      |
| من إجمالي | [ 40 ] | [ 41 ] | [ 42 ] | [ 43 ] | [ 44 ] | [ 45 ] | 183 دولة | 183 دولة | 183 دولة | 185 دولة | [ 50 ] | [ 51 ] | 189 دولة | 190 دولة | 190 دولة | 190 دولة |

ملحوظة: تم إيقاف التقرير من قبل البنك الدولي في 14 سبتمبر 2021 بعد إصدار مراجعة لمخالفات البيانات. ووثق التدقيق كيف ضغطت قيادة البنك على الخبراء للتلاعب بنتائج تقارير 2018 و2020.

## الدين

### الدين المحلي
ملخص الدين الحكومي المحلي في مصر 2001-2014
| البند                                                   | 2001  | 2002  | 2003  | 2004  | 2005  | 2006  | 2007  |
| الدين المحلي الحكومي ( E£ )                             | 194   | 221   | 252   | 292   | 349   | 387   | 478   |
| صافي الدين المحلي الحكومي (% من الناتج المحلي الإجمالي) | 54.3% | 58.4% | 60.4% | 60.3% | 64.8% | 62.8% | 65.4% |

## تحويلات المصريين العاملين بالخارج
أعلن البنك المركزى المصرى إن إجمالى تحويلات المصريين العاملين بالخارج ارتفعت خلال السنة الميلادية 2019 بنحو 1.3 مليار دولار بمعدل سنوى 5.0% لتسجل نحو 26.8 مليار دولار (مقابل نحو 25.5 مليار دولار خلال السنة الميلادية 2018).

## دور الجيش
كان للقوات المسلحة المصرية تأثير كبير على الاقتصاد المصري. وتلعب الشركات التي تديرها المؤسسة العسكرية دوراً محورياً في مختلف الصناعات، حيث تساهم بشكل كبير في الإنفاق العام على الإسكان والبنية التحتية، بما في ذلك أنشطة مثل إنتاج الأسمنت والغذاء، فضلاً عن تطوير البنية التحتية مثل الطرق والجسور. وبحسب دراسة أجراها مركز كارنيغي للشرق الأوسط، يسيطر الجيش المصري على نحو 25% من الإنفاق العام المخصص للإسكان والبنية التحتية.
على الرغم من التزام مصر بتقليص التأثير الاقتصادي للجيش بموجب اتفاقها مع صندوق النقد الدولي، تشير التطورات الأخيرة إلى اتجاه معاكس. ويقوم جهاز منتجات الخدمة الوطنية (NSPO)، وهو شركة مملوكة للجيش، حاليًا ببناء مصانع جديدة لإنتاج الأسمدة وآلات الري واللقاحات البيطرية. وناقشت الحكومة بيع حصص في الشركتين العسكريتين صافي ووطنية لمدة عامين. وعلى الرغم من الادعاءات بتلقي العروض، إلا أن هناك عمليات تحويل واضحة للأصول، مثل تغيير العلامة التجارية لامتيازات الوطنية إلى محطات ChillOut. وقد أدى النفوذ الاقتصادي المتوسع للجيش، من محطات البنزين إلى وسائل الإعلام، إلى خنق المنافسة، وعرقلة الاستثمار الخاص، والمساهمة في تباطؤ النمو، وارتفاع الأسعار، والحد من الفرص المتاحة للمصريين العاديين.